# 緋竜と金竜
『緋竜と金竜』（原題:The Red Dragon and the Gold）はHBOのファンタジー・テレビドラマ・シリーズである『ハウス・オブ・ザ・ドラゴン』のシーズン2の第4話である。ショーランナーであるRyan Condalが脚本を書き、製作総指揮の一人であるアラン・テイラーが監督した 。シーズン2において、二人の共同作業は第一話に続いて二度目となった。Ryan Condalが脚本を書いたのはシリーズで6話目であり、アラン・テイラーが監督を担当したのはシーズン2話目となった。
タイトルは、レイニス・ターガリエンの騎乗する緋色のドラゴン"メレイズ"と、エイゴン王の金色のドラゴン"サンファイア"による空中戦に由来する。
日本ではU-NEXTが配信した。

## あらすじ
〈双竜の舞踏〉と呼ばれる戦争のうち、ドラゴンを用いた最初の戦闘が描かれる。

### 〈ハレンの巨城〉にて
〈ハレンの巨城〉では、デイモンが若き日のレイニラの首をはねる夢を見る。デイモンは自分の死を予言したアリス・リヴァーズに会い、城が呪われていると聞かされ、睡眠薬を飲まされる。その後デイモンは亡き妻レーナの白昼夢を見る。デイモンの呼びかけに応じ、リヴァーランドの最高位の領主グローヴァー・タリーの孫で世継ぎのオスカーが参じる。グローヴァーは病床で意識がなく、兵の欲しいデイモンのために旗主たちに号令はかけられないと語る。ウィレム・ブラックウッドが面会し、宿敵ブラッケン家をドラゴンで燃やし尽くせば、兵を率いてデイモンに従うと述べる。

### ドリフトマークにて
レイニスは夫を救った船乗りアリンに感謝する。夫のコアリーズに会い、アリンがその落とし子であることを知っているとほのめかす。

### ドラゴンストーンにて
レイニラとデイモンの不在中、女王の小評議会は紛糾する。王室領が次々と翠装派の手に落ち、参議の居城である〈深山鴉の巣城〉にクリストン・コールの軍が向かったことを知り、評議会は救援を向けようとする。レイニラが戻ってキングズランディングでの平和交渉の失敗を告げ、自らが救援に向かおうとする。経験の乏しい息子ジャセアリーズが代わりに自分のドラゴンで向かおうとするが、黒装派の最大のドラゴン"メレイズ"に乗るレイニスが志願する。レイニラは世継ぎのジャセアリーズに、『氷と炎の歌』の予言を伝える。

### キングズランディングにて
グランド・メイスターが堕胎薬をアリセントに手渡す。アリセントは亡き王が息子エイゴンに王位を譲ろうとしていたか尋ねるも、知らないと答えられる。アリセントは亡き王の遺志に関わらずに王位争いを続けることを決意し、薬を飲んでクリストン・コールの子を堕ろす。ラリス・ストロングがアリセントの居室を訪ね、堕胎薬に気付く。小評議会で、エイゴン王は〈ハレンの巨城〉奪回を主張するも参議たちは反対する。エイモンドはコールと図り、王に黙ってドラゴンストーンに近い小城である〈深山鴉の巣城〉攻撃を決めている。エイモンドはヴァリリア語で兄王に話しかけるが、エイゴンはうまく答えることができない。無視されたことで怒り酔ったエイゴンに、母アリセントは賢明な参議たちに従うよう言う。エイゴンは鬱屈し、金色の竜"サンファイア"に乗って〈深山鴉の巣城〉に向かう。

### 王室領にて
クリストン・コールの軍はドラゴンを避けて昼は森に隠れ、夜に移動することで、次々と黒装派の城を下す。ダスケンデールを落とし、城主の首をはねる。意表をつくと称し、グウェインの反対をおして昼に〈深山鴉の巣城〉攻撃を命じる。
そこにレイニスの緋色の竜"メレイズ"が飛来し、〈深山鴉の巣城〉を攻めるコールの軍を攻撃する。あらかじめ森に隠れていたエイモンドの青銅色の巨竜"ヴァーガー"が待ち受ける。コールの計画になかったエイゴンのサンファイアが飛来し、メレイズと空中で格闘する。エイモンドはヴァーガーに命じ、二頭のドラゴンに向けて炎を放たせ、サンファイアは落下する。レイニスはメレイズにヴァーガーを攻撃させ、地上に落とす。だがヴァーガーは急浮上してメレイズの首を深く噛み、レイニスもろとも地上に落とす。落馬したのちに意識を取り戻したコールは、無事な姿のエイモンドと、墜落し重傷を負ったサンファイアとエイゴン王の姿を目にする。

## 評判

### 視聴者数
アメリカ合衆国内では、放送局HBOおよびストリーミング会社Maxを合わせ、公開日2024年7月7日には810万人に視聴された。これはシーズン第1話の780万人の視聴人数を上回るものである。